# Жінка, не варта уваги
«Жінка, не варта уваги» (англ. A Woman of No Importance) — п'єса ірландського письменника Оскара Вайльда, де він висміює британську знать. Прем'єра твору відбулася 19 квітня 1893 року у театрі Хеймаркет.

## Перша постановка
Після успіху твору «Віяло леді Віндермір» у театрі Сент-Джеймс, Герберт Бірбом Трі, актор-менеджер театру Хеймаркет, попросив Оскара Вайльда написати п'єсу для нього. Спершу Вайльд не хотів, оскільки Трі грав би персонажа, яким його Вайльд не бачив: драматург писав, що лорд Ілінгворт — це він сам.
Однак Трі не поступався, тож Вайльд написав п'єсу, перебуваючи на фермі недалеко від села Фелбрігг, Норфолк, із лордом Альфредом Дугласом, тоді як його дружина й сини залишилися в Баббаком-Кліфф біля Торкі. Репетиції почалися в березні 1893. Трі насолоджувався роллю Лорда Ілінгворта і продовжував грати його за межами театру, на що Вайльд зауважив, що «кожного дня Герберт стає de plus en plus oscarisé» («все більше і більше оскаризованим»).
Прем'єра відбулася 19 квітня 1893 року. Перша вистава була дуже успішна, хоча Вайльда освистували за рядок «Англія лежить як прокажений у пурпурі» (англ. England lies like a leper in purple), який пізніше було вилучено. Принц Уельський відвідав другий спектакль і сказав Вайльду не змінювати жодного рядка. П'єсу також поставили в Нью-Йорку і планувалися гастролі, але тур скасували, коли Вайльда заарештували і звинуватили в непристойній поведінці та содомії, внаслідок його конфлікту із маркізом Квінсберрі через стосунки Вайльда із сином маркіза, лордом Альфредом Дугласом.

## Персонажі
- Лорд Ілінгворт[2] (англ. Lord Illingworth)
- Місіс Арбетнот (англ. Mrs. Arbuthnot)
- Джеральд Арбетнот (англ. Gerald Arbuthnot)
- Місіс Оллонбі (англ. Mrs. Allonby)
- Міс Естер Ворслі (англ. Miss Hester Worsley)
- Леді Джейн Ганстантон (англ. Jane, Lady Hunstanton)
- Леді Каролайе Понтефракт (англ. Lady Caroline Pontefract)
- Архідиякон Добені (англ. Archdeacon Daubeny)
- Леді Статфілд (англ. Lady Stutfield)
- Містер Келвіл (англ. Mr. Kelvil, M.P.)
- Лорд Альфред Раффорд (англ. Lord Alfred Rufford)
- Сер Джон Погтнфрак (англ. Sir John Pontefract)
- Фаркуар, управитель (англ. Farquhar)
- Френсіс, лакей (англ. Francis)
- Аліса, служниця (англ. Alice)

## Сюжет
Дія п'єси відбувається у теперішньому (тобто 1893 рік). Леді Джейн Ганстантон приймає у своєму маєтку гостей, серед яких є й лорд Ілінгворт. Він фліртує з місіс Оллонбі, яка одружена, але на прийомі без чоловіка. Ілінгворту до рук потрапляє лист і почерк видається йому знайомим, але він не надає цьому значення, адже то була «жінка, не варта уваги». Пізніше леді Джейн також запрошує місіс Арбетнот, сина якої лорд Ілінгворт вирішив взяти своїм секретарем. Місіс Арбетнот впізнає в лорді свого коханого, який залишив її з дитиною, не одружившись. Її син не знає про її сором, і вона не хоче, щоб він дізнався, але також не хоче, щоб він працював на свого батька. Вона любить свого сина, але вважає себе грішною і не хоче, щоб через цей гріх від сина відвернулося суспільство.

## Теми та ідеї

### Гроші
У п'єсі «Жінка, не варта уваги» гроші представлені як необмежений ресурс, оскільки більшість персонажів належать до аристократії і живуть за статки, які надбали їхні предки. Це протиставляє їх місіс Арбетнот, яка мусила боротися все життя, щоб поставити на ноги себе і свого сина Джеральда. Вони уособлюють собою решту населення вікторіанської Британії, яке тяжко працювало, на відміну від знаті.

### Невинність
Ця тема представлена в ролі Естер — американської дівчини, якій далекі уявлення британської аристократії та їхні мораль й етикет. Вона втілює в собі нову жінку з нового світу. Естер вважає, що інші занадто швидко готові оцінювати інших та надто матералістичні. Уайльд іронізує над сліпим ідеалізмом Естер, яка не готова пробачати й приймати помилки людей.

## Критика
«Жінка, не варта уваги» описувалася як «найслабша з п'єс Вайльда, написана в дев'яностих роках». Багато критиків зауважують, що перші півтора акти є фоном для дотепних розмов представників вищого класу, а сама драма починається тільки у другій половині другого акту, коли відкривається минуле лорда Ілінгворта та місіс Арбетнот.
Як і в багатьох інших п'єсах Вайльда, головною темою є секрети вищого класу: лорд Ілінгворт виявляє, що молодик, якого він найняв секретарем, насправді є його позашлюбним сином, ситуація, аналогічна центральному сюжету «Віяло леді Віндермір». Секрети будуть також впливати на персонажів «Як важливо бути серйозним». В одній сцені лорд Ілінгворт і місіс Оллонбі (чоловіка якої звати Ернест) погоджуються на тому, що: «Усі жінки стають схожими на своїх матерів. Це їхня трагедія», «Але жоден чоловік такого не робить. У цьому його трагедія». Алджернон зробить те ж саме зауваження у «Як важливо бути серйозним».

## Адаптації
1921 року вийшов фільм режисера Денісона Кліфта. У 1936 році фільм зняв німецький режисер Ганс Штайнхофф. 1945 року фільм зняли в Аргентині.
1991 року BBC Radio показало адаптацію із Діаною Рігг та Мартіном Харвісом.